# العيز (أفلح الشام)

تعديل مصدري - تعديل

العيز هي إحدى قرى عزلة بني حفيظ والمكارمة بمديرية أفلح الشام التابعة لمحافظة حجة، بلغ تعداد سكانها 3692 نسمة حسب تعداد اليمن لعام 2004.